# آدری دمستیر
آدری دمستیر (انگلیسی: Audrey Demoustier؛ زادهٔ ۱۷ مارس ۱۹۸۵) بازیکن فوتبال اهل بلژیک است.

وی همچنین در تیم‌های ملی فوتبال Belgium women's national under-17 football team, Belgium women's national under-19 football team، و زنان بلژیک بازی کرده‌است.